# Stazione di Gavirate Verbano
Stazione di Gavirate Verbano vasútállomás Olaszországban, Lombardia régióban, Gavirate településen.

## Vasútvonalak
Az állomást az alábbi vasútvonalak érintik:
- Saronno-Laveno-vasútvonal

## Kapcsolódó állomások
A vasútállomáshoz az alábbi állomások vannak a legközelebb:
- Stazione di Cocquio-Trevisago (Stazione di Laveno Mombello Nord, Saronno-Laveno-vasútvonal)
- Stazione di Gavirate (Stazione di Saronno, Saronno-Laveno-vasútvonal)